# Багатоланкова формула корисної моделі
Багатоланкова формула корисної моделі — формула корисної моделі, що застосовується для характеристики однієї корисної моделі з розвитком та (чи) уточненням сукупності її суттєвих ознак щодо окремих випадків виконання або використання корисної моделі або для характеристики групи корисних моделей.